# Castello Valduc
Il castello Valduc (in francese château Valduc) è un palazzo di stile eclettico edificato nel 1870 per il barone Paul de Cartier a Auderghem, nella periferia di Bruxelles, Belgio.
Fu edificato dietro ai suoi stabilimenti, che divennero poi le  Usines Ligot, e sul lato opposto della  Duivelskeulstraet (rue Valduc). Una strada particolare, detta drève du Fond du Diable, prolungata nel 1931 come avenue des Paradisiers, collegava la sua proprietà alla chaussée qui relie Bruxelles à Tervueren, poi chiamata Chaussée de Wavre, all'incrocio con la  Duivelskeulstraet.

## Storia
Il 12 settembre 1876, Paul de Cartier, figlio di Eugène Amour de Cartier, uomo politico e imprenditore belga, vendette il castello a Emmanuel de Prelle de la Nieppe, primo presidente della Corte d'appello di Bruxelles, e alla sua sposa Charlotte de Haussy, che morì il giorno 1 ottobre 1883; Emmanuel de Prelle invece morì il 10 aprile 1887.
Il giorno 1 giugno 1893, una dei loro quattro figli, Claire, sposa di Auguste van Maldeghem, primo presidente della Corte di Cassazione, riacquistò le parti di proprietà del castello dai suoi fratelli e sorelle. Nel 1898 il catasto riporta la denominazione  Valducveld per le terre che circondano il castello Valduc.
Auguste van Maldeghem morì il 12 marzo 1911 e solo il 19 marzo 1918 la sua vedova diede in affitto il castello al dottore Edmond Cordier, accompagnato dalla sua sposa Marguerite Parmentier, con un'opzione per l'acquisto che egli esercitò il 30 aprile 1921.
Dopo la morte di Edmond, Marguerite dimorò al Valduc fino al 1958. Da allora il castello Valduc rimase pressoché in stato di abbandono.
Il 2 dicembre 1960, la strada dove sorge il castello fu ribattezzata avenue Docteur Edmond Cordier.
Il 9 aprile 1963, Marguerite e i suoi figli vendettero il castello e un terreno di circa 31 are al pronipote Jacques Dykmans e alla sua sposa Marguerite Michelet, che ritornavano dal Congo belga.
Dal 2005, Patricia e Frédéric de Schrevel trasformarono il palazzo in un bed and breakfast.

## Descrizione
Per la costruzione del palazzo, Paul de Cartier acquistò i seguenti terreni:
- circa 51 are, compresi gli edifici insistenti (22 dicembre 1869 da Henri de Brouckère);
- 2,87 ettari con uno chalet ivi presente (4 gennaio 1870 da Edouard Wielmacker);
- circa 25 are (4 febbraio 1870 dai fratelli de Haveskerke);
- circa 41 are (21 settembre 1871 da Georgine Maluin-Demat).

Si ipotizza che l'architetto del castello fosse Henri Beyaert, maestro dell'architettura eclettica.
Gli atti notarili descrivono l'edificio lussuosamente decorato e comprendente: al piano terra, una sala da pranzo, uno studio, una serra, tre saloni e una sala da fumo; nei piani superiori, nove camere da letto, bagni, mansarde e rispostigli; inoltre vi sono vasti locali sotterranei voltati.
Un tempo, il palazzo era riscaldato da un impianto calorifero.
La proprietà comprendeva, inoltre, la scuderia, la rimessa e la selleria in prossimità della porta di accesso, oltre a un giardino inglese, tre serre, un'orangerie, due orti e l'abitazione del giardiniere.
Al principio del 2000 questi edifici furono demoliti, sostituiti da un immobile ad appartamenti, denominato Jardins du Valduc, che prese il posto delle rimesse e dell'orto.
Si può ancora vedere, lungo l'attuale rue Valduc, l'alto muro di mattoni che circondava gli orti.